# حمدی اکین
حمدی اکین (انگلیسی: Hamdi Akın) (زاده ۱۹۵۴) کارآفرین، بازرگان و مدیر ارشد اجرایی اهل ترکیه است، که در سال ۱۹۷۶ شرکت اکفن هلدینگ را تأسیس نمود.